# Соломон Маркус
Соломон Маркус (на румънски: Solomon Marcus) е румънски математик, член на Румънската академия на науките и почетен професор на Букурещкия университет.
Изследванията му са в областта на математическия анализ, математическата и компютърната лингвистика и на компютърните науки, но е публикувал научни статии и в областта на поетиката, лингвистиката, семиотиката, философията, историята на науката и историята на образованието.

## Биография
Роден е в Бакъу, Румъния на 1 март 1925 г. Завършва гимназия през 1944 г. и математика в Букурещкия университет през 1949 г. Докторската си дисертация по математика на тема „Monotonic functions of two variables“ защитава през 1956 г., под научното ръководство на Мирон Николеску. Става асистент (1955), доцент (1964) и професор (1966) в Букурещкия университет. През 1991 г. е обявен за почетен професор.
Маркус публикува около 50 книги на румънски, английски, френски, немски, италиански, испански, руски, гръцки, унгарски, чешки, сърбо-хърватски, и около 400 научни статии в специализирани списания из почти всички европейски страни, както и в САЩ, Канада, Южна Америка, Япония, Индия и Нова Зеландия; цитиран е от повече от хиляда автори, между които математици, учени в областта на компютърните науки, лингвисти, литературоведи, семиотици, антрополози и философи.
Считан е за един от създателите на математическата лингвистика и на математическата поетика. Член е на редакционните съвети на десетки международни научни списания в областите на неговите научни интереси.
Негово Избрано с най-значимите му текстове на английски, съпроводени от няколко интервюта и кратка автобиография, излиза през 2007 г. под заглавието Words and Languages Everywhere.
По повод 85-годишнината му е издаден 1500-страничният том Meetings with Solomon Marcus (edited by Lavinia Spandonide and Gheorghe Păun, Spandugino Publishing House, Bucharest, Romania, 2010), съдържащ текстове от няколкостотин души от различни научни области и от 25 страни по света.